# Glenea octoguttata
Glenea octoguttata là một loài bọ cánh cứng trong họ Cerambycidae.